# Старі млини
«Старі млини» — радянський художній фільм, знятий на кіностудії «Грузія-фільм» в 1970 році, за мотивами повісті Арчіла Сулакаурі.

## Сюжет
Рибак Ладо абсолютно безкорисливий і готовий прийти на допомогу кожному в будь-яку хвилину. Його дружині Юлії це не подобається, адже вона вбачає саме в цьому причину їх безпросвітних злиднів. Зате їй подобається багатий мірошник Степан, і вона не приховує своїх почуттів. Рибак глибоко переживає зраду дружини, але продовжує жити як і раніше, багато працює і всім допомагає.

## У ролях
- Коте Толорая — Ладо
- Лія Капанадзе — Юлія
- Едішер Магалашвілі — Степан
- Марина Тбілелі — Мако
- Рамаз Чхіквадзе — Антон
- Георгій Гегечкорі — епізод (дублював Яків Бєлєнький)
- Лейла Кіпіані — епізод
- Яків Трипольський — епізод
- Спартак Багашвілі — епізод
- Ілля Бакакурі — епізод
- Малхаз Бебурішвілі — епізод
- Георгій Гоцирелі — епізод
- Іраклій Кокрашвілі — епізод
- Грігол Ксоврелі — епізод
- Картлос Марадішвілі — епізод
- Карло Сулакаурі — епізод

## Знімальна група
- Режисер — Тенгіз Гошадзе
- Сценаристи — Тенгіз Гошадзе, Арчіл Сулакаурі
- Оператор — Ніколос Сухішвілі
- Композитор — Арчіл Кереселідзе
- Художник — Крістесіа Лебанідзе